# Желько Янетович
Желько Янетович (Željko Janjetović) — боснійський дипломат. Був Надзвичайним і Повноважним Послом Боснії і Герцеговини в Україні за сумісництвом (20013—2015).

## Життєпис
До його призначення в Берлін, Желько Янетович був боснійським послом в Індії, Російській Федерації та в Угорщині.
У своїй дипломатичній кар'єрі, за винятком раніше згаданих посад, він також працював за сумісництвом у наступних країнах: Шрі-Ланка, Бангладеш, Непал, Вірменія, Білорусь, Казахстан, Киргизстан, Узбекистан.
У період між 2005—2008 рр. — Желько Янетович працював в міжнародній компанії «Global Іспат Лондон Mumbai» виконавчим директором з розвитку бізнесу Південно-Східної Європи.
5 липня 2013 року — вручив вірчі грамоти Президенту України Віктору Януковичу.
Від 23 вересня 2015 року працював Надзвичайним і Повноважним Послом Боснії і Герцеговини в Німеччині. Повноваження посла в Німеччині Желько Янетович виконував до листопада 2018 року; його наступницею на посаді стала Анкіца Гундельєвіч (Ankica Gundeljević, від 5 листопада 2018 року).